# Alfredo Esteves
Pour les articles homonymes, voir Esteves.
Alfredo Esteves est un footballeur est-timorais né le 6 avril 1976 à Lisbonne ( Portugal). 
Il joue au poste de défenseur dans le club australien des Wollongong Wolves.